# Carolina Amari

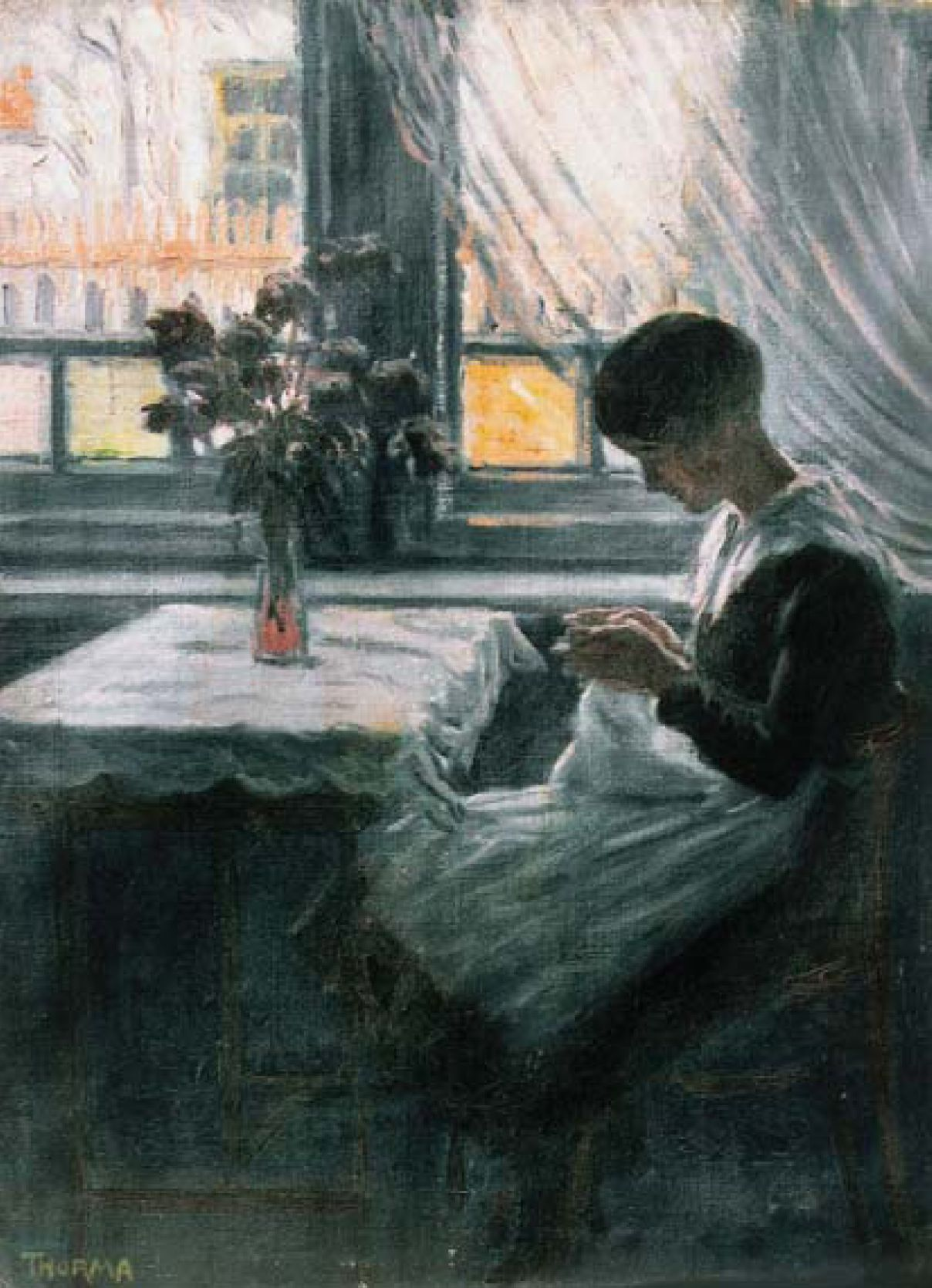
János Thorma, Embroider 1890s

Carolina Amari (Firenze, 9 settembre 1866 – Roma, 11 agosto 1942) è stata un'educatrice e filantropa italiana.

## Biografia
Il padre Michele (1806-1889), storico e patriota siciliano - ministro della Pubblica Istruzione, membro del Consiglio superiore degli Archivi, dell'Istituto Storico italiano, socio Accademia della Crusca e dell'Accademia dei Lincei - pubblicò la Storia dei Musulmani di Sicilia. Da lui Carolina ereditò amore per la Patria e dirittura morale; dalla madre, la coltissima Luisa Boucher, amore per l’arte, il ricamo e la sensibilità per i meno fortunati. Questo l'humus in cui crebbe e che ne ha fatto una figura di riferimento per la storia dell'artigianato d'arte italiano e del ruolo attivo femminile nella società.
La sua istruzione fu di gran lunga superiore a quella dell’epoca, integrata poi dalle lezioni universitarie di Alessandro D'Ancona (1835–1914) e di Pio Rajna. Amava la lettura, disegnava e si applicava al ricamo e al merletto divenendo, a detta di Elisa Ricci "una compiuta artista dell'ago e dei fuselli". Intendeva la beneficenza, non secondo un modello caritativo stantio, ma, in forma moderna e strutturata in grado di garantire risultati duraturi. Recuperò vecchi disegni di ricami e creò il suo primo laboratorio nella casa paterna, a Villa Concezione, in località Trespiano, sulle colline fiorentine, dove insegnò alle contadine del posto i primi rudimenti di quest'arte femminile. Continuò a raccogliere campionari di punti e disegni di ricami antichi, visitando musei e raccolte private, consultando libri e osservando antichi dipinti. Le operaie da lei selezionate li ricopiavano, creando ricami di rara bellezza.
Nel 1899 fu l’artefice del rinnovamento e della riorganizzazione della Scuola Professionale Ginori Conti di Firenze; fu poi direttrice artistica della "Scuola Ricami Ranieri Sorbello", a Villa del Pischiello (Perugia), che diventò la capolista di altre 24 scuole perugine. Creò sempre nuovi punti che fecero la fortuna di questi laboratori, anche all’estero.
Ideò inoltre un ricamo originale, riprendendo spunti da ricami cinquecenteschi, dedicandolo a un paesino del pistoiese, Casalguidi, da cui quel punto prese il nome e che ancora oggi ne perpetua la fama.
Nel 1903 fu una delle socie fondatrici della Cooperativa Industrie Femminili Italiane, (I.F.I.), filiazione del Consiglio Nazionale delle donne: un’impresa quasi totalmente al femminile, curata da donne, gestita da donne, a esse rivolta e diffusa in tutta Italia.
Ne era presidentessa la contessa Cora Slocomb, sposata Savorgnan di Brazzà e tra le patronesse figuravano la contessa Maria Pasolini, Dora Melegari, Rosy Amadori, la contessa Lavinia Taverna, Amelia Pincherle Rosselli, la contessa Antonia Suardi, Virginia Nathan-Mieli (figlia di Ernesto Nathan, sindaco di Roma), la marchesa Pes di Villamarina, la marchesa Etta De Viti De Marco e Donna Bice Tittoni. Scopo della Cooperativa era offrire uno strumento commerciale in grado di aprire strade internazionali all'artigianato artistico femminile italiano. L’associazione riuscì a unificare i tanti laboratori, che sull’onda del revival novecentesco avevano rivitalizzato industrie femminili ormai in disuso, donando loro una visibilità altrimenti impensabile.
Nel 1905 Carolina fondò a New York la "Scuola d'Industrie Italiane", dove si producevano ricami e merletti, realizzati da giovani donne emigrate. Ebbe l'aiuto di Florence Colgate - figlia di Bowles, costruttore dell'impero economico Colgate Company - e di Gino Speranza. A dicembre dello stesso anno riuscì ad organizzare la prima mostra per presentare i ricami italiani al pubblico americano. Tessuti, trine e merletti: ciò che usciva dai laboratori di Carolina aveva carattere prettamente italiano. Nel 1908 la scuola di New York ebbe il patronato della Regina Margherita di Savoia e sui manufatti fu deliberato di apporre, quale elemento distintivo la "Sirena Amari". La scuola operò fino al 1925.